# イマイアキノブ
イマイ アキノブ（1965年7月9日 - ）は、日本のミュージシャン、ギタリスト、画家。1994年から1996年の活動休止時までフリクションに在籍。2004年以降はROSSO、The Birthdayなど様々なプロジェクトでチバユウスケと共に活動している。ピザが好き。

## 来歴
1981年頃からライブハウスなどで音楽活動を開始。
1994年、フリクションに加入。翌年にアルバム『Zone Tripper』をリリースしたが、1996年に活動を休止した。
2000年、ソロアルバム『ノゾキカラクリ』を発表。2002年頃より渡辺勝のプロジェクト「エミグラント」「フォーク・パルチザン」「クーツェ」等に参加した。
2004年2月、ROSSOの新メンバーを探していたチバユウスケ、照井利幸とセッションで出会い、フリクションの元ドラマー・佐藤稔と共に加入。2006年にはROSSOの活動と並行してチバとのユニット・Midnight Bankrobbersを結成し、同年4月19日にアルバム『冬のピノキオ』を発表した。同アルバムではギターのほか、ベース、コーラス、シンセサイザーを担当し、ジャケットやブックレットのイラストも手掛けた。同年6月7日、アルバム『Emissions』のリリースをもってROSSOが活動を休止すると、再びチバに誘われてヒライハルキ、クハラカズユキと共にThe Birthdayを結成した。
2010年9月1日、The Birthday脱退を発表。同年8月6日に出演したROCK IN JAPAN FESTIVAL 2010が最後のステージとなった。
2012年、能野哲彦監督の映画『赤い季節』の劇中でチバ、中村達也と共に架空のバンド・THE GOLDEN WET FINGERSのライブシーンを演じ、同バンド名義でライジング・サン・ロックフェスティバル2012に出演した。当初は期間限定バンドとして活動していたが、同年9月3日の映画完成記念イベントでチバが“再結成”を宣言。翌年より全国ツアーを開催し、2枚のアルバム『KILL AFTER KISS (KILL盤)』『KILL AFTER KISS (KISS盤)』を発表した。
2015年、15年ぶりのソロアルバム『暢気楼 / NONKIRO』を発表。レコーディングにはチバ、サトウミノル、山本久土、佐々木亮介（a flood of circle）が参加した。
音楽活動の傍ら、画家としても活動しており、1998年7月、架空社より「今井章信」名義で絵本『やまのスカブラ』を出版している。2010年には東京キララ社より作品集『LACHEN』が刊行された。

## 人物
- フリクション在籍時の1995年、山崎幹夫監督の映画『プ』に出演している。
- キャリアを通じて様々なバンドに参加しているが、一匹狼な気質のため短期間で脱退することが多く[8]、The Birthday在籍時のインタビューで「（同じバンドで活動した期間の長さは）過去最長じゃないかな」と語っている[8]。
- 好物はピザ。The Birthday時代にはMサイズのピザを毎月13枚食べると豪語していた[9]。チバユウスケがイマイにハサミを借りた際、丁寧に紙に包んで「イマイ君、ありがとう」と返却したところ、その形状を見てピザの一片をプレゼントされたと勘違いし、大喜びしたというエピソードがある[9]。
- フォークシンガーの三上寛が好きで、特に20代の頃は頻繁にライブを観に行っていた[9]。

## 使用機材
The Birthday時代は主にフェンダー・ジャガーを使用していた。アンプはマーシャル JCM900がメインで、レコーディングのダビング時やMidnight BankrobbersのライブではVOX AC30を使うこともあった。

## ディスコグラフィ

### アルバム
- ノゾキカラクリ（2000年1月25日、MIDI CREATIVE/GREEN SLEEVES）
- 暢気楼 / NONKIRO（2015年11月4日、THE PERMANENT PICTURES）
- おっかない鳥 (2019年9月)

## 書籍
- やまのスカブラ (1998年、架空社 ISBN 4877521089) - 「今井章信」名義
- LACHEN（2010年、東京キララ社 ISBN 4903883019）